# Pascal Tappeiner
Pascal Tappeiner, född 21 juli 2003, är en schweizisk tävlingscyklist som tävlar i bancykling och landsvägscykling.

## Karriär
Vid junior-VM 2021 i Kairo tog Tappeiner silver i scratch.
Vid EM 2025 i Heusden-Zolder tog Tappeiner brons tillsammans med Noah Bögli, Mats Poot och Alex Vogel i lagförföljelse.